# Mistrzostwa Świata w Kajakarstwie Górskim 1963
8. Mistrzostwa świata w kajakarstwie górskim odbyły się w dniach 10–11 sierpnia 1963 w austriackim Spittal an der Drau. Zawodnicy rywalizowali ze sobą w dziewięciu konkurencjach: pięciu indywidualnych i czterech drużynowych.

## Końcowa klasyfikacja medalowa
| Miejsce | Państwo         | Złoto | Srebro | Brąz | Razem |
| ------- | --------------- | ----- | ------ | ---- | ----- |
| 1       | NRD             | 7     | 4      | 1    | 12    |
| 2       | Czechosłowacja  | 1     | 1      | 3    | 5     |
| 3       | Jugosławia      | 1     | 1      | 0    | 2     |
| 4       | RFN             | 0     | 2      | 0    | 2     |
| 5       | Polska          | 0     | 1      | 0    | 1     |
| 6       | Szwajcaria      | 0     | 0      | 2    | 2     |
| 7       | Austria         | 0     | 0      | 1    | 1     |
| 7       | Wielka Brytania | 0     | 0      | 1    | 1     |

## Medaliści
| Konkurencja:           | Złoto:                                                                                                   | Srebro: | Brąz: |
| C-1 mężczyzn           | Manfred Schubert                                                                                         | Gert Kleinert                                                                                                 | Jean-Claude Tochon                                                                                                |
| C-1 drużynowo mężczyzn | NRD · Karl-Heinz Wozniak · Gert Kleinert · Manfred Schubert                                              | RFN · Norbert Schmidt · Heiner Stumpf · Otto Stumpf                                                           | Szwajcaria · Jean-Claude Tochon · Heinz Grobat · Marcel Roth                                                      |
| C-2 mężczyzn           | NRD · Günther Merkel · Manfred Merkel                                                                    | Jugosławia · Natan Bernot · Dare Bernot                                                                       | NRD · Siegfried Lück · Jürgen Noak                                                                                |
| C-2 drużynowo mężczyzn | NRD · Siegfried Lück i Jürgen Noak · Günther Merkel i Manfred Merkel · Manfred Glöckner i Rudolf Seifert | RFN · Günter Brümmer i Hermann Roock · Jürgen Hauschild i Kurt Longrich · Günther Tuchel i Wolf Dieter Seller | Austria · Anton Biegel i Helmut Schilhuber · Klaus Gürtelbauer i Bruno Kerbl · Alfred Haberzettl i Franz Tutschka |
| K-1 mężczyzn           | Jürgen Bremer                                                                                            | Rolf Luber | Jiří Černý |
| K-1 drużynowo mężczyzn | NRD · Eberhard Gläser · Rolf Luber · Fritz Lange                                                         | Polska · Bronisław Wałuś · Władysław Piecyk · Józef Sarata                                                    | Wielka Brytania · Geoffrey Dinsdale · David Mitchell · Martin Rohleder                                            |
| C-2 konkurs mieszany   | Jugosławia · Alenka Bernot · Borut Justin                                                                | NRD · Margitta Krüger · Werner Lempert                                                                        | Czechosłowacja · Vratislava Nováková · Karel Novák                                                                |
| K-1 kobiet             | Ludmila Veberová                                                                                         | Ursula Gläser                                                                                                 | Jana Zvěřinová |
| K-1 drużynowo kobiet   | NRD · Anneliese Bauer · Ursula Gläser · Lia Merkel                                                       | Czechosłowacja · Jana Zvěřinová · Renata Knýová · Ludmila Veberová                                            | - |